# Villeneuve-les-Sablons
Villeneuve-les-Sablons  ist eine französische Gemeinde mit 1188 Einwohnern (Stand 1. Januar 2022) im Département Oise in der Region Hauts-de-France.

## Geographie
Das Dorf ist an der alten königlichen Straße von Pontoise nach Beauvais angesiedelt. Kleine bewaldete Hügel umgeben das Dorf mit einer Fläche 443 ha, davon sind 25 ha Waldfläche.

## Geschichte
Das Dorf wurde gegen 1195 infolge eines Abkommens zwischen dem französischen König Philippe Auguste und dem Abt des Klosters Saint Mellon von Pontoise gegründet. Das Abkommen beinhaltete, einen Teil des Waldes von Hénonville zu roden, um dort ein Dorf zu bauen.

## Gemeindepartnerschaften
- Altenburschla, Ortsteil der Stadt Wanfried, Deutschland (Nordhessen)